# Contarinia galii
Contarinia galii är en tvåvingeart som beskrevs av Jean-Jacques Kieffer 1909. Contarinia galii ingår i släktet Contarinia och familjen gallmyggor. Inga underarter finns listade i Catalogue of Life.